# Gainfarn
Gainfarn (niederöst. Goafoan) ist ein Stadtteil und eine Katastralgemeinde in der Stadtgemeinde Bad Vöslau, Niederösterreich.

## Geografie
Gainfarn schließt südwestlich von Bad Vöslau direkt an und wird von der Bad Vöslauer Straße (B 212)  bedient. Neben Gainfarn besteht die Katastralgemeinde aus dem Weiler Haidlhof und einigen Einzellagen, darunter dem Schloss Merkenstein.

## Geschichte
Gainfarn entstand vermutlich im 11. Jahrhundert; zu Anfang des 12. Jahrhunderts ist in der Ortschaft ein Weingarten genannt und um 1136 ist dokumentiert, dass ein Reginbert dem Stift Klosterneuburg einen Wirtschaftshof in Goinurin vermacht. Von 1206 bis etwa 1430 ist eine nach dem Ort benannte Familie urkundlich belegt.
Die Kirche von Gainfarn bestand schon vor dem 14. Jahrhundert, ist aber erst 1312 urkundlich genannt, als die bisherige Filiale von der Pfarre Traiskirchen gelöst und zur Eigenpfarre wurde.
1448 wurden Gut und Dorf mit der Herrschaft Merkenstein zusammengelegt und standen im Besitz der Familie von Hohenberg. Nachdem Gainfarn von den ungarischen Truppen Matthias Corvinus’ verwüstet worden war, verkaufte Johann von Hohenberg die Herrschaft 1484 an Kaiser Friedrich III. Dieser ließ sie durch Pfleger – die Herren von Haid – verwalten; von 1542 bis 1585 war der Protestant Franz von Ficin Pfleger.
1529 und erneut 1683 wurde Gainfarn im Zuge der Türkenkriege zerstört, ebenso Burg Merkenstein. Die Verwaltung der Herrschaft Merkenstein, die seit 1675 im Besitz von Gundakar von Dietrichstein stand, wurde nach Gainfarn verlegt.
1713/14 forderte die Pest 63 Opfer.
Im Franziszeischen Kataster von 1819 ist das in Form eines Dreiecks angelegte Straßendorf bereits mit zahlreichen kleineren und größeren Gehöften verzeichnet.
Nach Abschaffung des Feudalsystems als Folge der Revolution von 1848/1849 wurde Gainfarn 1849 selbständige Gemeinde.
1864 wurde an einer zuvor entdeckten Quelle eine Kaltwasserheilanstalt errichtet; 1879 wurde diese ausgebaut und um ein Sanatorium erweitert. Im Jahr 1932 musste sie wegen wirtschaftlicher Schwierigkeiten geschlossen werden; das Gebäude wurde 1953/54 zu einer Werkswohnungsanlage der Vöslauer Kammgarnfabrik umgestaltet.
Laut Adressbuch von Österreich waren im Jahr 1938 in der Ortsgemeinde Gainfarn zahlreiche Gewerbetreibende ansässig.
Mit 1. Jänner 1972 wurde die Gemeinde Gainfarn mit der Gemeinde Bad Vöslau zusammengelegt, nachdem sie schon in der NS-Zeit Teil von Bad Vöslau gewesen war.

## Öffentliche Einrichtungen
In Gainfarn befinden sich zwei Kindergärten, eine Volksschule und das Bundesrealgymnasium Bad Vöslau – Gainfarn.

## Kultur und Sehenswürdigkeiten
- Schloss Gainfarn

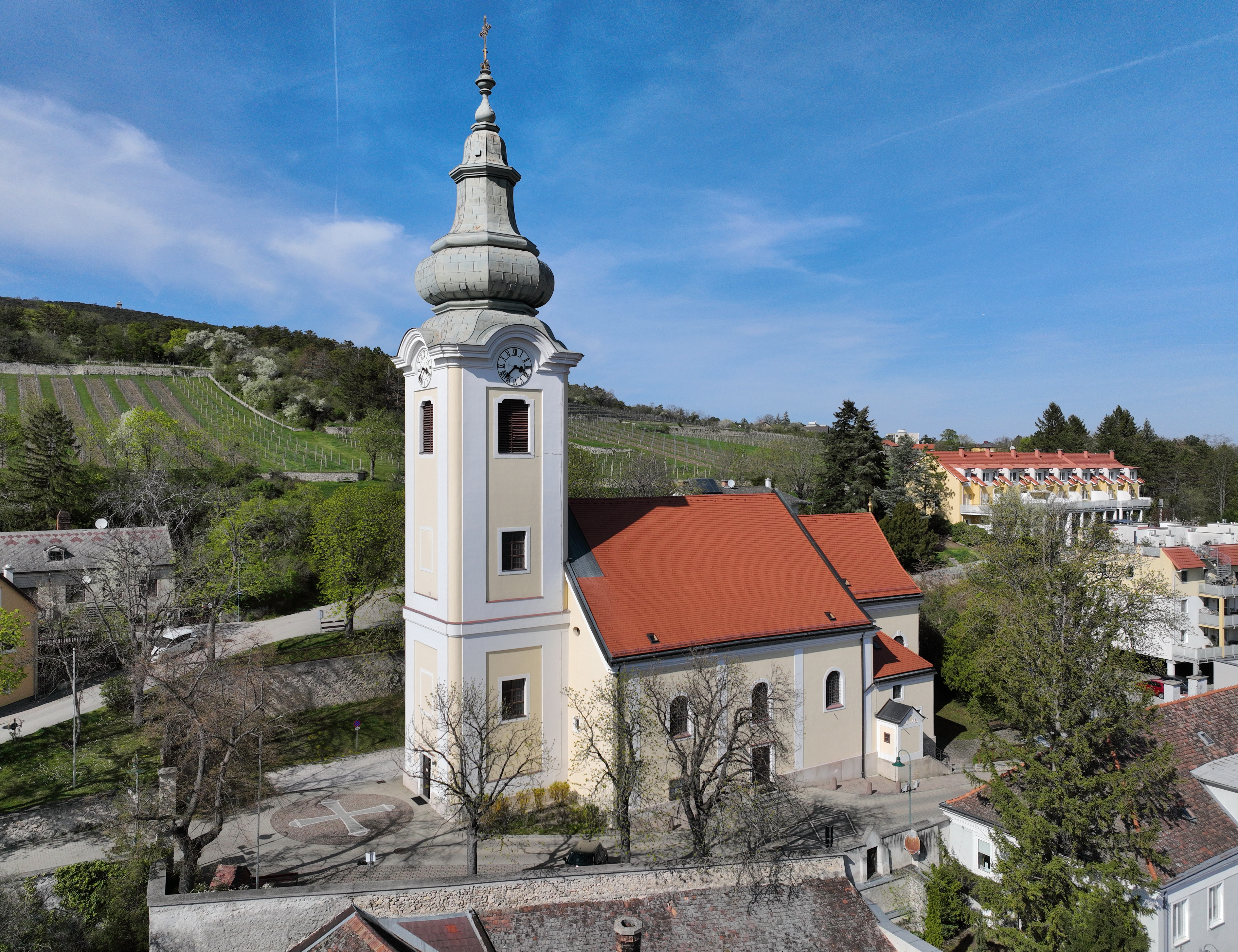
Pfarrkirche hl. Johannes der Täufer

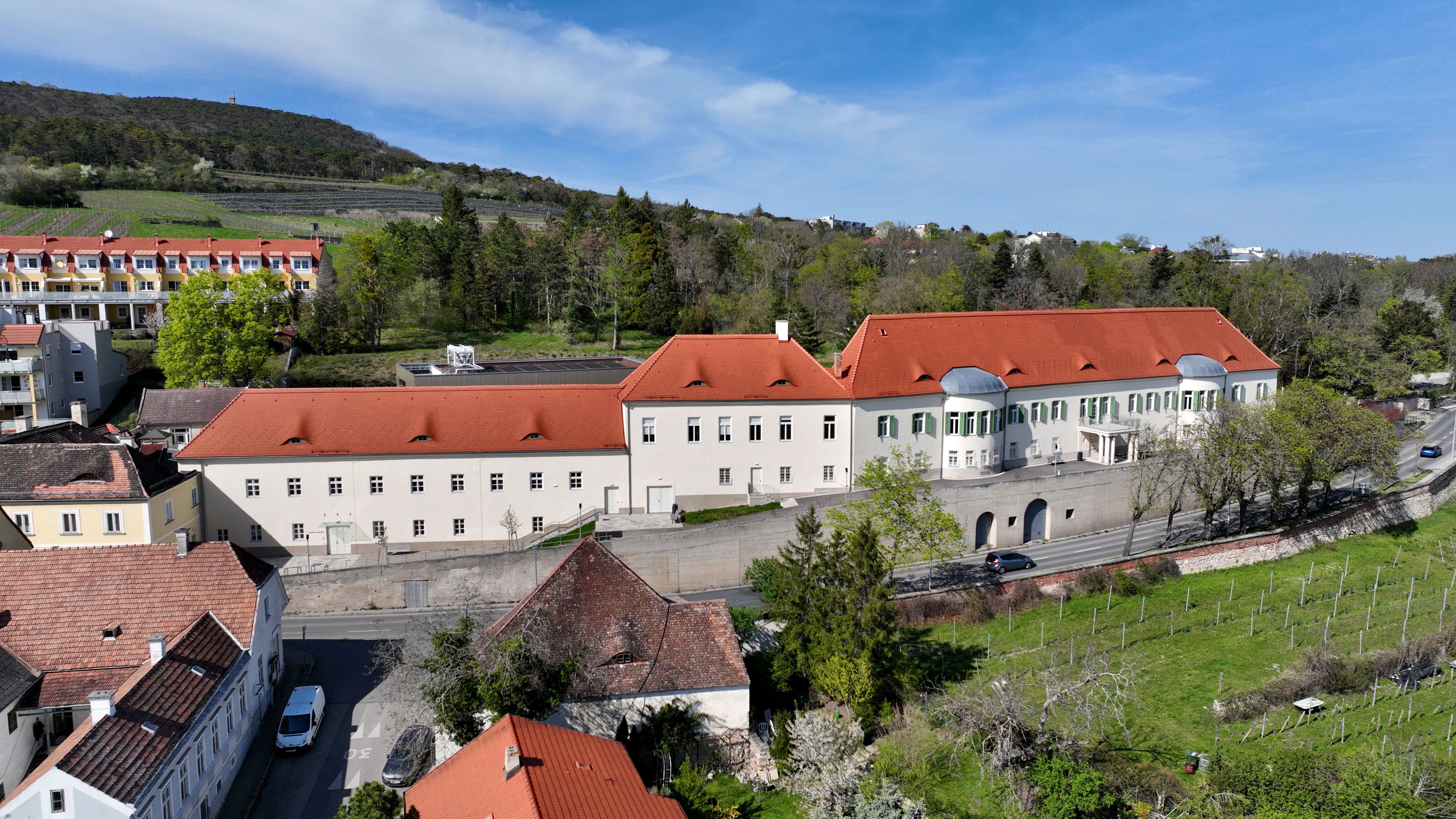
Schloss Gainfarn

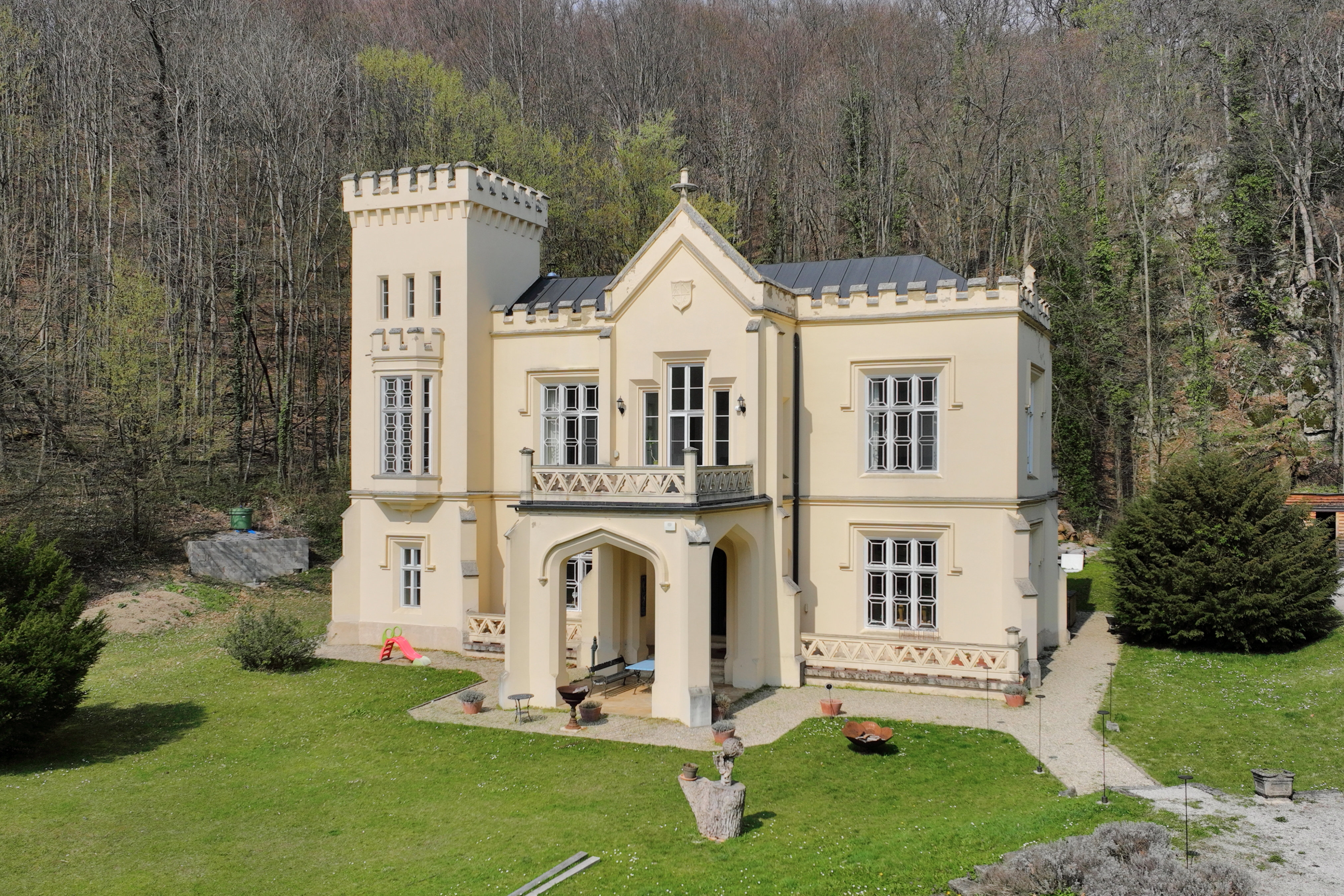
Schloss Merkenstein

- Katholische Pfarrkirche Gainfarn hl. Johannes der Täufer

## Persönlichkeiten
- Adolph von Brenner-Felsach (1814–1883), Diplomat und Gutsbesitzer, wirkte im Ort
- Franz Prendinger (1893–1963), Weinhauer, Politiker und Abgeordneter zum Landtag von Niederösterreich
- Michael Scherz (1895–1982), Weinhauer, Politiker und Abgeordneter zum Landtag von Niederösterreich